# Bruce Shelley

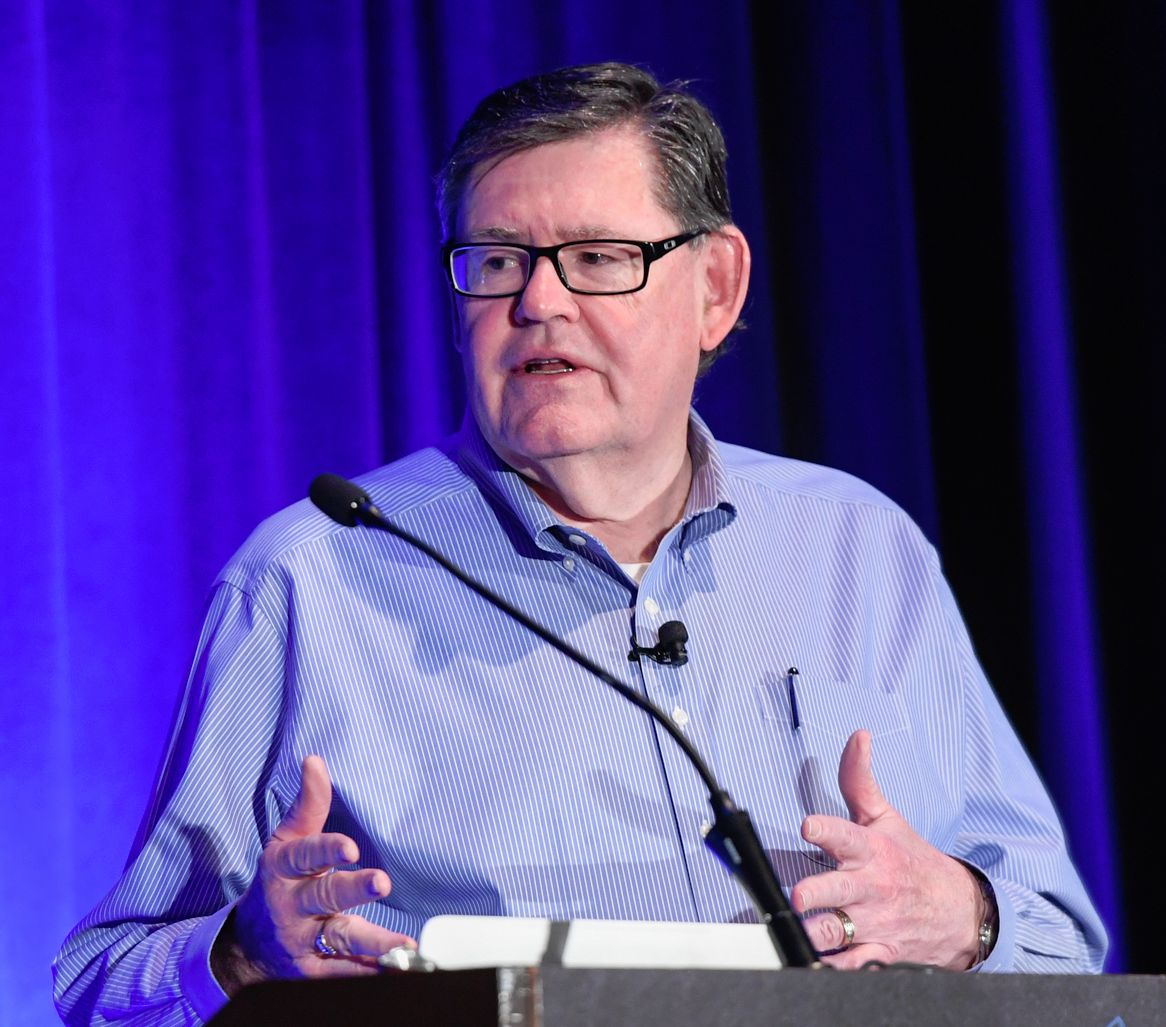
Bruce Shelley (2017)

Bruce Campbell Shelley ist ein US-amerikanischer Game Designer, welcher unter anderem an der Entwicklung von Sid Meier’s Civilization und Railroad Tycoon für MicroProse sowie ab 1997 für die Ensemble Studios an deren Echtzeit-Strategie-Serie Age of Empires beteiligt war.

## Leben
Bruce Shelley wurde in den Vereinigten Staaten im Bundesstaat Michigan geboren und wuchs in Baltimore auf. Er war gleichzeitig an der Syracuse University sowie am College of Forestry der State University of New York, wo er einen Bachelor of Science in Environmental Science und Forestry erlangte. Shelley studierte anschließend an der University of Virginia Wirtschaftslehre. Bereits während seiner Schulzeit interessierte er sich für Brettspiele wie Risiko oder Stratego und besitzt nach eigenen Angaben mehr als 500.
Zum ersten Mal dachte Shelley in den 1970er Jahren daran mit der Entwicklung von Spielen seinen Lebensunterhalt zu verdienen. 1980 schließlich gründeten er und einige seiner Kommilitonen von der University of Virginia den Spieleverlag Iron Crown Enterprises und erhielten eine Lizenz für Spiele basierend auf der Der Herr der Ringe, dies war Shelleys erste Tätigkeit in der Spiele-Industrie. Im Strategy & Tactics Magazine wurde in den frühen 1980er Jahren sein erstes eigenes Spiel basierend auf dem Amerikanischen Bürgerkrieg veröffentlicht. 1981 arbeitete er kurzzeitig für Simulations Publications Inc (SPI). Ab 1982 arbeitete er für sechs Jahre für Avalon Hill, wobei er bei der Entwicklung unter anderem an 1830, Titan und Britannia beteiligt war.
Shelley verließ die Brettspiel-Branche allerdings zugunsten von Computerspielen, nachdem er von Sid Meier's Pirates! beeindruckt war und zu MicroProse als Game Designer stieß. Dort assistierte er Sid Meier bei der Entwicklung von Civilization, Covert Action sowie Railroad Tycoon. Während seiner Zeit bei MicroProse lernte er von Meier Spiele-Entwicklung wissenschaftlich zu betrachten. Nach fünf Jahren Tätigkeit dort verließ er allerdings MicroProse um zunächst als freier Autor tätig zu sein.
Im Februar 1995 stieß er mit seinem Freund Tony Goodman zusammen, der erst kurz zuvor sein neues Entwicklungsstudio Ensemble Studios in Dallas, Texas gegründet hatte. Dort war er als Game Designer an Age of Empires tätig, welches 1997 veröffentlicht wurde. Shelley war danach an den Erweiterungen sowie allen Nachfolgern des ersten Age of Empires beteiligt, dies jedoch zumeist in beratender Funktion. Nachdem die zwischenzeitlich von Microsoft gekauften Ensemble Studios Ende 2008 geschlossen wurden, war er in der Folgezeit als Berater an Die Siedler 7 von Blue Byte beteiligt.
1999 wurde Shelley vom PC Gamer Magazin als einer der "25 Game Gods" sowie 2002 von GameSpy als achteinflussreichster Spiele-Entwickler bezeichnet.
Zwischen 2000 und 2006 war er Mitglied des Board of directors der Academy of Interactive Arts & Sciences und wurde im Jahr 2009 in die Hall of Fame der Academy of Interactive Arts & Sciences aufgenommen.